# American Gothic House
American Gothic House, également appelée Dibble House, est une demeure située à Eldon (Iowa), construite dans le style gothique charpentier et caractérisée par une fenêtre supérieure distinctive. Elle sert de décor au tableau American Gothic (1930) de Grant Wood, une œuvre généralement considérée par les critiques comme la plus célèbre de l’artiste et l’une des peintures les plus emblématiques de l’art américain du XXe siècle. Grant Wood, qui n'a vu la maison qu’à deux reprises, en réalise un simple croquis sur place avant de finaliser le tableau dans son atelier à Cedar Rapids.
Construite entre 1881 et 1882 et initialement propriété de Charles Dibble, résident d’Eldon, la maison demeure une résidence privée jusqu’à la fin du XXe siècle, à l’exception d’une période en 1897. Après trente ans d’efforts de préservation, elle est donnée en 1991 à la State Historical Society of Iowa. Le site inclut aujourd’hui la maison dans son état de 1930 et un centre d’accueil pour les visiteurs. Inscrite au Registre national des lieux historiques en 1974, la demeure est, depuis 1991, louée à titre privé par divers occupants-gardiens.

## Histoire et architecture
Charles A. Dibble (né en 1836 dans le comté de Saratoga), présenté selon diverses sources comme employé des chemins de fer, propriétaire d’une écurie de louage et vétéran de la guerre de Sécession, vit à Eldon à la fin du XIXe siècle. Avec son épouse Catharine, il fait construire en 1881 une maison pour leur famille de huit enfants. Dotée d’un revêtement en planches et lattes, d’une couleur blanche et d’une superficie de 46,8 m2, elle reflète l’architecture typique de l’Iowa au XIXe siècle. Un style comparable est visible dans la maison natale du président Herbert Hoover à West Branch, édifiée dix ans plus tôt, avec un revêtement similaire, un toit en bardeaux, une cheminée centrale, une couleur blanche et une taille modérée. La maison se distingue par ses deux fenêtres gothiques dans le pignon et son toit à forte pente, des traits que Grant Wood accentue dans son tableau American Gothic. Elle comprend au rez-de-chaussée trois pièces et une salle de bain, et à l’étage deux chambres.
Aucune preuve définitive n’explique pourquoi les Dibble ont installé des fenêtres gothiques à l’étage supérieur de leur maison. Ces fenêtres auraient été acquises via le catalogue Sears. Deux hypothèses prédominent : soit les Dibble souhaitaient embellir leur demeure dans un contexte de vie rurale difficile dans l’Iowa, soit ils voulaient suivre une mode de la fin du XIXe siècle qui privilégie les détails ornementaux dans les résidences.
La maison des Dibble est saisie vers 1897 en raison d’impôts impayés, et le recensement de 1900 les localise à Portland, dans l'Oregon. La maison change de propriétaires à plusieurs reprises jusqu’en 1917, lorsque Gideon et Mary Hart Jones l’achètent. La famille Jones conserve la maison jusqu’en 1933 et ajoute une cuisine qui forme l’aile ouest. C’est sous leur propriété que Grant Wood obtient l’autorisation d’utiliser la demeure comme décor pour son tableau American Gothic.

## American Gothic

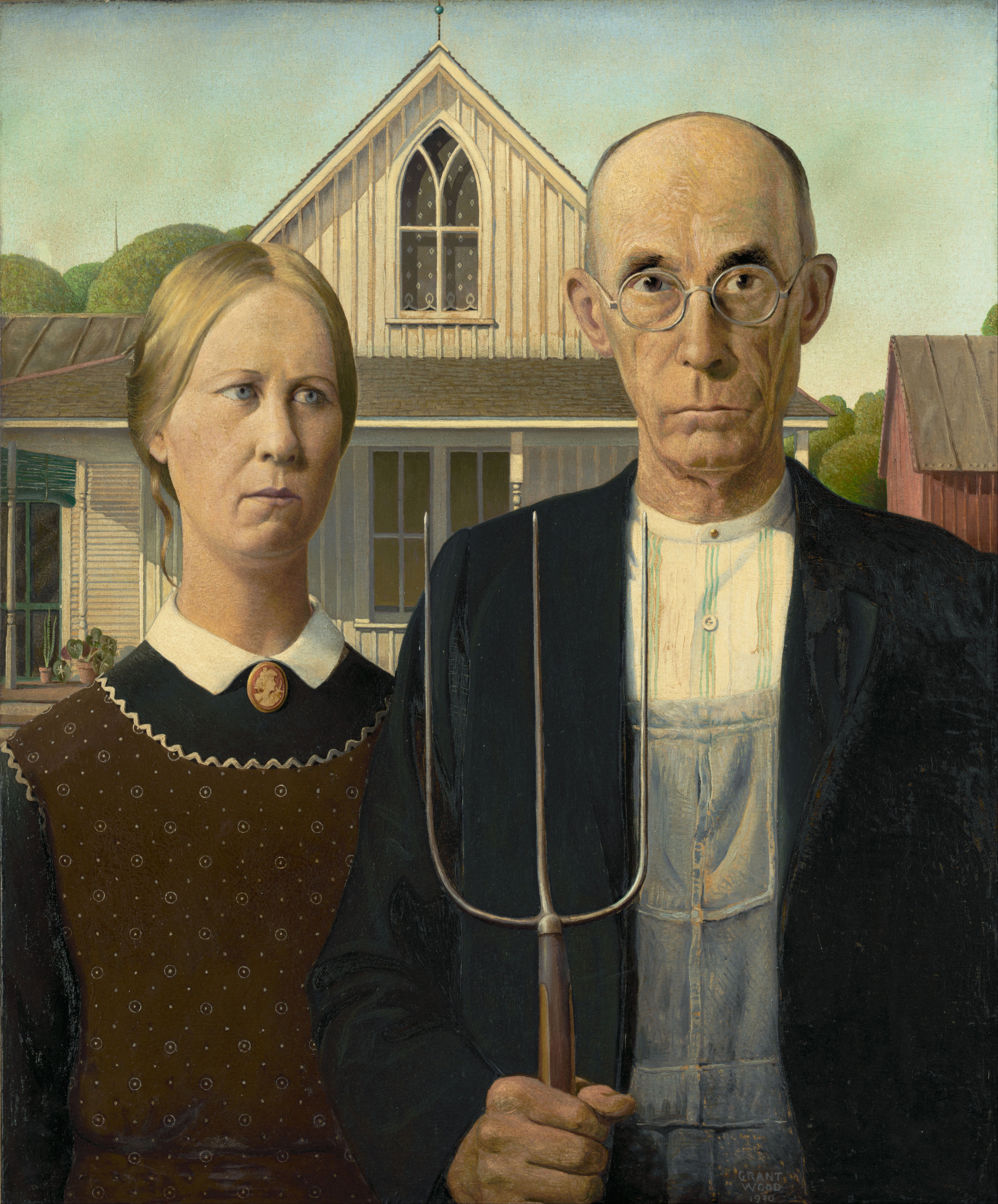
La maison telle que représentée par Grant Wood dans son tableau American Gothic de 1930.

Durant l’été 1930, Edward Rowan, jeune directeur de galerie à Cedar Rapids, une ville située à environ 130 km au nord-est d’Eldon, cherche à promouvoir les beaux-arts dans cette petite ville rurale en ouvrant une galerie et une bibliothèque, tout en animant des cours d’art. Ses initiatives rencontrent un succès notable, et le Eldon Forum qualifie les expositions de « véritable plaisir inhabituel ». Ce succès, combiné à un sentiment de reconnaissance envers Rowan, incite Grant Wood, peintre originaire d’Anamosa dans l’Iowa, à se rendre à Eldon.
En août, Wood explore la ville en compagnie de John Sharp, un jeune peintre local, à la recherche d’inspiration. En 1973, le frère de Sharp rapporte que c’est lors de cette promenade que Wood esquisse pour la première fois la maison, au dos d’une enveloppe. Wood ne trouve pas la maison particulièrement belle, mais elle le captive. Selon son premier biographe, Darrell Garwood, il considère comme une forme de « prétention empruntée, une absurdité structurelle » d’installer une fenêtre de style gothique dans une maison à ossature aussi légère. À l’époque, Wood la classe parmi les « maisons en carton des fermes de l’Iowa » tout en la jugeant « très digne d’être peinte ». Après avoir obtenu l’autorisation de la famille Jones, il réalise le lendemain une étude à l'huile sur carton depuis la cour avant de la maison. Cette esquisse montre un toit plus pentu et une fenêtre plus allongée avec une ogive plus marquée que dans la réalité, des caractéristiques qui figureront dans l’œuvre finale. Cependant, Wood n’ajoute les personnages qu’une fois de retour à Cedar Rapids.
Wood ne retourne jamais à Eldon et demande une photographie de la maison pour achever son tableau.

## Histoire récente et situation actuelle
Des décennies après que l'American Gothic House soit considérée comme un symbole emblématique des États-Unis, la maison continue de servir de résidence privée, généralement en location, et ne change de propriétaire qu'une seule fois, passant de la famille Jones à la famille Seldon Smith lors d'une vente en 1942. Un mouvement citoyen pour la préservation de la maison est initié dès 1945 par Nan Wood, la sœur de Grant Wood et la figure féminine représentée dans le tableau American Gothic. En 1960, une visite de la maison, qui commence à se détériorer, par l'architecte et historien William J. Wagner, membre de l'American Institute of Architects, couronne ces premiers efforts. Il est l'un des premiers à proposer la préservation de la maison en tant que site historique :

« La visite de l'American Gothic House a été très intéressante et agréable. Je vais probablement paraître un peu trop enthousiaste, mais je pense sincèrement que vous avez une  elle opportunité à saisir. C'est le tableau American Gothic qui a rendu Grant Wood célèbre à l'international. Phil Strong a écrit que Grant Wood était le premier peintre de l'Iowa à apporter la renommée à cet État.
Je pense qu'il serait regrettable de déplacer la maison vers un autre emplacement. Le principal avantage de laisser la maison telle quelle est le terrain vacant de l'autre côté de la route. Cela vous offre un espace pour le stationnement des voitures et une aire de pique-nique, ce qui constitue un bon complément à un site historique. »

— Bill Wagner, lettre à Robert Weidenbach, 2 février 1960.

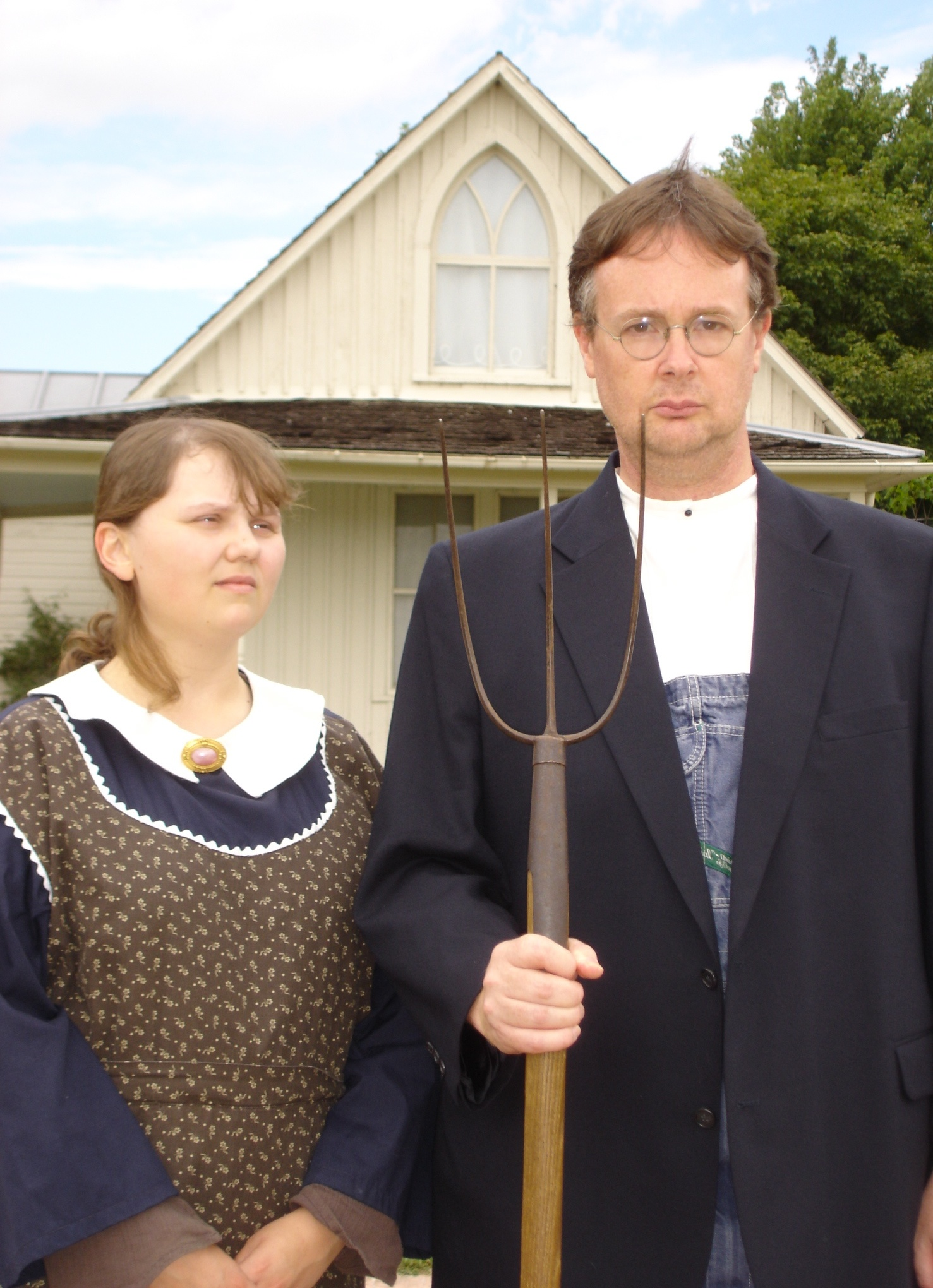
Les visiteurs se déguisent et prennent des photographies devant la maison.

Au début des années 1970, une série de lettres échangées entre des hommes d'affaires d'Eldon et Carl E. Smith, qui a récemment hérité de la maison, révèle des opinions divergentes sur son utilisation future : Smith souhaite rénover la maison et la protéger contre le vandalisme, tandis que les dirigeants d'Eldon préfèrent en faire un site historique. La maison est abandonnée pendant une grande partie des années 1970 ; un tir est même effectué dans une chambre à l'étage, et les intempéries ainsi que le vandalisme la détériorent. Ce n'est qu'à la fin des années 1980 que le propriétaire envisage de céder la maison à l'État. En effet, de nombreux habitants du sud de l'Iowa sont partagés sur la question, le propriétaire souhaitant conserver la maison car il estime que les locataires d'alors n'auraient nulle part où aller s'ils devaient partir.
Après que la maison a été inscrite au registre national des lieux historiques en 1974, suite à une demande d'un agriculteur d'Eldon, le propriétaire entreprend des travaux de rénovation. Il installe une salle de bain intérieure, raccorde l'électricité et refait les fenêtres et le papier peint. Les politiciens locaux estiment que de tels travaux, associés à un nouveau musée et centre éducatif, pourraient donner un coup de fouet au tourisme local, alors qu'un sénateur de l'État espère attirer jusqu'à 100 000 visiteurs par an. Après que le propriétaire a finalement cédé la propriété à la Société historique de l'Iowa en 1991, un projet de transfert de la maison vers les Living History Farms, situées à l'extérieur de Des Moines, est envisagé, mais les habitants d'Eldon luttent pour la conserver dans leurs limites municipales. La maison est rénovée en 1992, avec l'espoir qu'elle devienne une attraction touristique de la culture populaire, à l'instar du site Field of Dreams à Dyersville. En 2024, l'American Gothic House Center accueille environ 15 000 visiteurs par an, sans compter les visiteurs qui viennent en dehors des heures d'ouverture.
Les visiteurs sont encouragés à admirer la maison de l'extérieur et à se faire photographier ; en effet, le centre des visiteurs propose des tabliers et des vestes de tailles variées, similaires à ceux portés par les modèles du tableau original de Wood. Le American Gothic House Center, achevé en 2007, présente des expositions sur le tableau, l'artiste Grant Wood et la communauté environnante. Chaque mois de juin, la ville d'Eldon organise son festival Gothic Days, une célébration du tableau et de la vie rurale à Eldon dans les années 1930. À partir de 2015, des visites du rez-de-chaussée de la maison commencent.